# Mihajlo Pilipovič Kravčuk
Mihajlo Pilipovič Kravčuk (ukrajinsko Михайло Пилипович Кравчук, rusko Михаи́л Фили́ппович Кравчу́к), ukrajinski matematik, 27. september 1892, Čovnici, Ruski imperij (sedaj Volinska oblast, Ukrajina), † 9. marec 1942, Kolima, Sovjetska zveza (sedaj Rusija).
Kravčuk je navkljub zgodnji tragični smrti napisal približno 180 matematičnih člankov. Ukvarjal se je s teoriji in uporabo diferencialnih in integralskih enačb. Njegovo monografsko delo o rešitvi linearnih diferencialnih in integralskih enačb z metodo momentov je v času med letoma 1938 in 1942 v angleščino prevedel Atanasoff, ki je Kravčukove izsledke uporabil pri svojem projektu elektronskega digitalnega računalnika ABC.

## Življenje in delo
Kravčukova družina je leta 1901 prišla v ukrajinsko mesto Luck. Tukaj je Kravčuk leta 1910 končal gimnazijo. Leta 1914 je diplomiral na Oddelku za matematiko Fizikalno-matematične fakultete Univerze svetega Vladimirja v Kijevu. Do leta 1915 se je izpopolnjeval v Moskvi pri Luzinu, Jegorovu in drugih matematikih, ter predaval na gimnaziji v Kijevu. Leta 1917 je imel prvo poskusno predavanje na kijevski univerzi. Med letoma 1917 in 1920 je bil privatni docent na kijevski univerzi. Leta 1924 je doktoriral z nalogo O kvadratičnih formah in linearnih transformacijah pod Gravejevim mentorstvom. Tega leta je sodeloval na Mednarodnem matematičnem kongresu v Torontu, štiri leta kasneje pa na Kongresu v Bologni. V tem času se je spoznal z več tujimi matematiki: Hadamardom, Hilbertom, Courantom in Tricomijem. Leta 1929 je izdal svoje najbolj znano delo, članek O eni posplošitvi Hermitovih polinomov (Sur une généralisation des polynômes d'Hermite), ki je izšel v francoščini. V njem je uvedel sistem ortogonalnih polinomov, sedaj imenovanih po njem, ki so povezani z binomsko porazdelitvijo.
Napisal je tudi članke s področja algebre, kjer je med drugim raziskoval permutacijske matrike, geometrije, matematične in numerične analize, teorije verjetnosti in matematične statistike. Zanimal se je tudi za filozofijo matematike, zgodovino matematike in matematično izobraževanje. Uredil je prvi slovar ukrajinskega matematičnega izrazoslovja. V letu 1929 so ga izbrali za stalnega člana Narodne akademije znanosti Ukrajine. Predaval je na Kijevskem politehniškem inštitutu. Med njegovimi študenti so bili: Čelomej, Koroljov in Ljulka, bodoči vodilni sovjetski konstruktorji raket in reaktivnih pogonov. 
Septembra 1937 je časopis Komunist objavil uvodnik z naslovom Akademik Kravčuk dela reklamo sovražnikom. Obtožili so ga, da je poljski vohun in buržoazni nacionalist. 21. februarja 1938 so ga zaprli. Sodili so mu in ga v pol ure brez odvetnikov obsodili na dvajset let zapora in pet let izgnanstva. Poleg tega so ga izključili iz Akademije. Izgnanstvo je moral prestajati v sibirskem gulagu v Kolimi, kjer je tudi umrl. V pismu ženi je zapisal da je končno dokazal izrek, na katerem je delal 20 let.
Njegovo delo je bilo dolgo časa neznano na obeh straneh železne zavese. Tudi zahodni matematiki so ga redko navajali. Njegova tragična usoda je bila prikrita tudi po zaslugi hladne vojne.
V letu 1956 so ga rehabilitirali, leta 1992 pa so ga ponovno imenovali za člana Akademije.